# 艾拉維爾 (佛羅里達州)
艾拉維爾（英語：Ellaville）是位於美國佛羅里達州薩旺尼縣的一個非建制地區。該地的面積和人口皆未知。

## 地理
艾拉維爾的座標為30°22′59″N 82°10′19″W / 30.38306°N 82.17194°W，而該地的平均海拔高度為16米（即52英尺）。